# Campionati europei di atletica leggera 1946 - Decathlon
La gara del decathlon maschile si è tenuta il 23 e 24 agosto.

## Classifica finale
In giallo le migliori prestazioni di ogni gara
| Pos | Nome                 | Nazione | 100m | SL   | SP    | SA   | 400m | 110m H | LD    | SA   | LG    | 1500m  | Punti       | Note |
| --- | -------------------- | --- | ---- | ---- | ----- | ---- | ---- | ------ | ----- | ---- | ----- | ------ | ----------- | ---- |
| 1   | Godtfred Holmvang    | Norvegia | 11.7 | 6.69 | 12.32 | 1.78 | 52.7 | 16.2   | 36.86 | 3.60 | 51.06 | 4:15.8 | 6566 (6987) |      |
| 2   | Sergey Kuznetsov     | [[File: Flag of the Soviet Union (1936 – 1955).svg\|class=noviewer\| Unione Sovietica (bandiera)\|border\|20x16px]] Unione Sovietica | 11.1 | 7.37 | 11.84 | 1.60 | 51.9 | 16.4   | 37.02 | 3.70 | 48.39 | 4:33.8 | 6559 (6930) |      |
| 3   | Göran Waxberg        | Svezia | 11.8 | 6.75 | 12.23 | 1.75 | 53.4 | 16.7   | 37.94 | 3.50 | 50.73 | 4:34.4 | 6313 (6661) |      |
| 4   | Armin Scheurer       | Svizzera | 11.6 | 6.08 | 11.76 | 1.81 | 52.5 | 16.4   | 36.15 | 3.90 | 51.49 | 4:53.0 | 6263 (6655) |      |
| 5   | Pierre Sprecher      | Francia | 12.0 | 6.25 | 12.11 | 1.60 | 50.9 | 16.6   | 36.37 | 3.10 | 56.64 | 4:19.8 | 6203 (6496) |      |
| 6   | Oskar Hafliger       | Svizzera | 11.7 | 6.54 | 11.43 | 1.66 | 51.2 | 16.8   | 39.78 | 3.00 | 49.90 | 4:27.2 | 6195 (6461) |      |
| 7   | Gunnar Erdal-Aase    | Norvegia | 11.8 | 6.44 | 12.28 | 1.63 | 53.2 | 18.8   | 36.44 | 3.40 | 57.06 | 4:34.2 | 5995 (6295) |      |
| 8   | István Kiss          | Ungheria | 11.8 | 6.55 | 11.07 | 1.75 | 54.6 | 16.7   | 33.43 | 3.40 | 48.26 | 5:03.8 | 5817 (6027) |      |
| 9   | Davorin Marčelja     | Jugoslavia | 12.2 | 6.32 | 12.47 | 1.66 | 54.0 | 17.4   | 38.92 | 3.00 | 51.65 | 4:55.6 | 5762 (5994) |      |
| 10  | Wacław Kuźmicki      | Polonia | 12.0 | 6.51 | 11.73 | 1.72 | 54.9 | 18.8   | 38.09 | 3.10 | 41.89 | 4:45.8 | 5602 (5811) |      |
| 11  | Armando Ossena       | Italia | 11.9 | 6.70 | 11.18 | 1.60 | 54.3 | 16.6   | 37.91 | 2.80 | 49.49 | 5:16.0 | 5634 (5796) |      |
| 12  | Marjan Urbic         | Jugoslavia | 11.8 | 6.45 | 10.34 | 1.66 | 54.2 | 17.3   | 29.79 | 3.10 | 51.51 | 4:51.2 | 5605 (5738) |      |
|     | Gebhard Büchel       | Liechtenstein | 12.3 | 5.45 | 10.72 | 1.55 | 57.0 | 18.4   | 28.92 | 2.70 | 53.68 |        | DNF         |      |
|     | René Kremer          | Lussemburgo | 11.2 | 6.48 | 12.04 | 1.60 | 54.1 | 17.2   | 37.77 |      |       |        | DNF         |      |
|     | Witold Gerutto       | Polonia | 11.5 | 5.79 | 13.99 | 1.72 | 54.3 | DNF    |       |      |       |        | DNF         |      |
|     | Erik Peter Andersson | Svezia | DNF  |      |       |      |      |        |       |      |       |        | DNF         |      |